# سدیم مونوتیوفسفات
سدیم مونوتیوفسفات (به انگلیسی: Sodium monothiophosphate) با فرمول شیمیایی Na۳PO۳S یک ترکیب شیمیایی است. که جرم مولی آن ۱۸۰٫۰۳ g/mol می‌باشد. شکل ظاهری این ترکیب، جامد بلورین سفید است.